# Alfred Tourville
Joseph Elphige Alfred Tourville (* 9. September 1908 in Montreal; † 22. Juni 1983 in Québec (Stadt)) war ein kanadischer Radrennfahrer.

## Sportliche Laufbahn
Tourville war im Straßenradsport aktiv. Er war Teilnehmer der Olympischen Sommerspiele 1928 in Amsterdam. Im olympischen Straßenrennen kam er auf den 56. Platz. In der Mannschaftswertung wurde Kanada mit Joe Laporte, Alfred Tourville, William Peden und Lew Elder auf dem 14. Rang klassiert.